# Dahira tridens
Dahira tridens (voorheen geplaatst in het geslacht Lepchina) is een vlinder uit de familie van de pijlstaarten (Sphingidae). De wetenschappelijke naam van de soort werd in 1904 gepubliceerd door Charles Oberthür.